# Giải Osella vàng
Giải Osella vàng là tên một giải của Liên hoan phim Venezia trao không thường xuyên cho nhiều thể loại khác nhau, như đạo diễn, kịch bản, quay phim và "đóng góp kỹ thuật".
Dưới đây là danh sách các thể loại giải Osella vàng:

## Giải Osella vàng cho đạo diễn xuất sắc nhất
- 1994 -  Gianni Amelio phim Lamerica
- 1995
  - Abolfazl Jalili phim Det Means Girl
  - Kenneth Branagh phim In the Bleak Midwinter
  - Hirokazu Koreeda phim Maboroshi
- 1996-2007 - không trao giải

## Giải Osella vàng cho kịch bản gốc hay nhất
- 1991: Mira Nair & Sooni Taraporevala phim Mississippi Masala [1]
- 1994 - Bigas Luna & Cuca Canals phim The Tit and the Moon
- 1995 - không trao giải
- 1996 - Paz Alicia Garciadiego phim Deep Crimson
- 1997 - Gilles Taurand & Anne Fontaine phim Dry Cleaning
- 1998 - Eric Rohmer phim Autumn Tale
- 1999-2004 - không trao giải
- 2005 - George Clooney & Grant Heslov phim Good Night, and Good Luck
- 2006 - Peter Morgan phim The Queen
- 2007 - Paul Laverty phim It's A Free World

## Giải Osella vàng cho quay phim xuất sắc nhất
- 1994 - Christopher Doyle phim Dung che sai duk
- 1995-1996 - không trao giải
- 1997 - Emmanuel Machuel phim Ossos
- 1998 - Luca Bigazzi phim The Way We Laughed & L'Albero delle pere
- 1999-2006 - không trao giải
- 2007 - Rodrigo Prieto phim Lust, Caution

## Giải Osella cho thiết kế cảnh phim xuất sắc nhất
- 1996 - Mónica Chirinos & Marisa Pecanins phim Deep Crimson
- 1997-2007 không trao giải

## Giải Osella cho nhạc gốc hay nhất
- 1996 - David Mansfield phim Deep Crimson
- 1997 - Graeme Revell phim Chinese Box
- 1998 - Gerardo Gandini phim La Nube
- 1999-2007 - không trao giải

## Giải Osella vàng cho đóng góp kỹ thuật xuất sắc
- 2005 - William Lubtchansky phim Regular Lovers
- 2006 - Emmanuel Lubezki phim Children of Men
- 2007 - Rodrigo Prieto phim Lust, Caution
- 2008 - A. Khamidhodjaev, M. Drozdov phim Paper Soldier
- 2009 - Sylvie Olivé phim Mr. Nobody

## Giải Osella cho thành tựu kỹ thuật xuất sắc
- 2004 - Howl's Moving Castle của Hayao Miyazaki
- 2005-2007 - không trao giải